# Elasmus fasciatipes
Elasmus fasciatipes är en stekelart som beskrevs av Girault 1915. Elasmus fasciatipes ingår i släktet Elasmus och familjen finglanssteklar. Inga underarter finns listade i Catalogue of Life.